# 奥熊野温泉
奥熊野温泉（おくくまのおんせん）は、和歌山県田辺市中辺路町近露にある温泉。

## 泉質
- ナトリウム炭酸水素塩泉（純重曹泉）
  - 弱アルカリ性低張性冷鉱泉（加熱）

## 温泉施設
オートキャンプ施設・民宿のアイリスパーク内に入浴所「女神の湯」がある。
濃厚な重曹泉で、ぬめりが非常に強い湯が湧出する。周囲は豊かな自然に囲まれている。

## アクセス
- 近畿自動車道みなべICより国道42号、国道311号経由
- JR西日本紀勢本線紀伊田辺駅より龍神バス熊野本宮大社前行き、観音寺前下車